# Dmitriy Fomin
Dmitry Fomin ou Dmitri Fomine (russo: Дмитрий Фомин; nascido em 21 de janeiro de 1968) é um ex - jogador russo de vôlei. Ele fez parte da equipe nacional masculina de vôlei da União Soviética no Campeonato Mundial Masculino de Voleibol da FIVB de 1990 e mais tarde fez parte da equipe nacional masculina de vôlei da Rússia nos Jogos Olímpicos de 1996.

## Carreira
Fomin nasceu (em 1968) e foi criado em Sevastopol na família de um oficial da Marinha, onde o esporte era respeitado. Na escola, gostava de futebol e voleibol muito hábil, ágil, saltitante e, o mais importante, entendendo o jogo. Dmitry fez seu caminho para o voleibol grande, decidiu estudar no internato de esportes de Kiev. Quando chegou a hora de cumprir o serviço militar, foi jogar no CSKA. Depois e com sucesso foi jogar no voleibol italiano.
Dmitry Fomin jogou na Itália por cerca de dez anos, enquanto jogava regularmente pela seleção russa. Em 1993, conquistou o segundo lugar na Liga Mundial, perdendo para os brasileiros na final.

## Clubes
- CSKA Moscou 1989-1992
- Porto Ravenna 1992-1996
- Voleibol Treviso 1996-2002
- Toray Arrows 2002-2003
- Zenit Kazan 2003-2006

## Títulos e resultados

### CSKA Moscou
Liga dos Campeões
- Campeão: 1989,1991

### Porto Ravenna
Liga dos Campeões
- Campeão: 1992, 1993, 1994

 Copa CEV

### Voleibol Treviso
Liga dos Campeões
- Campeão: 1998-99, 1999-00
- Finalista: 2000-01

 Taça Challenge 
- Campeão:1997-98

 Supercopa Europa
- Campeão: 1998-99
- Finalista: 1999-00

 Campeonato Italiano
- Campeão: 1997-98, 1998-99, 2000-01
- Finalista: 1996-97

 Copa Itália
- Campeão: 2000-01
- Finalista: 1998-99,200-01

 Supercopa Italiana
- Campeão:  2000-01
- Finalista: 1996-97,1998-99